# Чувашский Сарыкамыш
 Чувашский Сарыкамыш  — деревня в Буинском районе Татарстана. Входит в состав Бюрганского сельского поселения.

## География
Находится в юго-западной части Татарстана на расстоянии приблизительно 19 км на юг-юго-восток по прямой от районного центра города Буинск.

## История
Известна с 1913 года, как отдельный населенный пункт, до этого входила в состав села Бурундуки (ныне Старые Бурундуки).

## Население
Постоянных жителей насчитывалось: в 1913 году — 548, в 1920—572, в 1926—650, в 1938—569, в 1949—544, в 1958—490, в 1970—356, в 1979—276, в 1989—181. Постоянное население составляло 146 человек (чуваши 93 % в 2002 году, 127 в 2010.